# Volts
A Volts az ausztrál AC/DC együttes válogatásalbuma, amely a Bonfire box set részeként jelent meg 1997-ben. Az album ismert AC/DC dalok ritkaságnak számító korai változatait, kiadatlan koncertfelvételeket, illetve azelőtt csak Ausztráliában megjelent stúdiófelvételeket tartalmaz. A zeneszámok után az együttes tagjaival készült rejtett interjúrészletek hallhatóak a lemezen.

## Az album dalai
1. Dirty Eyes (a Whole Lotta Rosie c. dal korai változata) – 3:21
2. Touch Too Much (más dalszöveg és zene) – 6:34
3. If You Want Blood You Got It (a dal legelső felvétele, más dalszöveg) – 4:26
4. Back Seat Confidential (a Beating Around the Bush c. dal korai változata) – 5:23
5. Get It Hot (más dalszöveg és zene) – 4:15
6. Sin City (koncertfelvétel a Midnight Special tévéműsorból, 1978) – 4:53
7. She's Got Balls (koncertfelvétel a sydneyi Bondi Lifesavers klubból, 1977) – 7:56
8. School Days (Chuck Berry feldolgozás) – 5:21
9. It's A Long Way To The Top (If You Wanna Rock 'n' Roll) – 5:16
10. Ride On – 9:44

## Ausztrál változat
1. Dirty Eyes – 3:21
2. Touch Too Much – 6:34
3. If You Want Blood You Got It – 4:26
4. Back Seat Confidential – 5:23
5. Get It Hot – 4:15
6. Sin City (live) – 4:53
7. Walk All Over You (live) - 5:06
8. T.N.T. (live) - 4:13
9. She's Got Balls (live) – 7:56
10. School Days (Chuck Berry feldolgozás) – 5:21
11. It's A Long Way To The Top (If You Wanna Rock 'n' Roll) – 5:16
12. Ride On – 9:44

## Közreműködők
- Bon Scott – ének
- Angus Young – szólógitár
- Malcolm Young – ritmusgitár
- Cliff Williams – basszusgitár
- Phil Rudd – dob
- Mark Evans – basszusgitár (a Dirty Eyes, School Days, It's A Long Way To The Top (If You Wanna Rock 'n' Roll) és Ride On dalokban)

## Külső hivatkozások
- Bonfire – AC-DC.net
- Bonfire – crabsodyinblue.com
- Murray Enleheart, Arnaud Durieux: AC/DC Maximum Rock & Roll ISBN 978-963-87481-1-9 ShowTime Budapest, 2007 (magyarul)